# Arrested Development (serie de televisión)
Arrested Development fue una serie de televisión galardonada con varios premios Emmy como comedia televisiva, que se emitió en televisión originalmente en Estados Unidos entre noviembre de 2003 y febrero de 2006. Esta sitcom está centrada en los personajes de una familia disfuncional que ha perdido su riqueza económica. La serie presenta los hechos a la manera de un documental / cinéma vérité, con una narración omnisciente, hecha por Ron Howard, haciendo uso de fotografías y filmaciones de archivo.
El show fue creado por Mitchel Hurwitz, creador también de The Ellen Show y escritor del The John Larroquette Show y The Golden Girls. Hurwitz, junto con Ron Howard, Brian Grazer y Davin Nevins son los productores ejecutivos.
Desde su debut el 2 de noviembre de 2003, la serie ganó seis Emmys, un Golden Globe, además de una base de seguidores como serie de culto. Además fue incluido en la lista de la Revista Time entre los 100 mejores shows de televisión de la historia A pesar de la aclamación de la crítica, la serie debió luchar para ampliar su audiencia a través de su duración.
En febrero de 2008, las estrellas Jeffrey Tambor y Jason Bateman confirmaron en entrevistas la futura película sobre la serie, afirmando que a pesar de que Hurwitz "todavía no tiene un guion, tiene una buena y sólida comprensión de lo que le gustaría hacer de la película." Will Arnett también confirmó que está siendo planeada una película en el show Late Night with Conan O'Brien.

## Personajes
La trama de Arrested Development gira en torno a los miembros de la Familia Bluth, que por lo general llevan un estilo de vida excesivo.
- En el centro de la trama está el relativamente honorable Michael Bluth (Jason Bateman), que se esfuerza por hacer lo correcto y seguir junto a su familia, a pesar de su naturaleza materialista, egoísta y manipuladora.
- Su hijo George Michael (Michael Cera), tiene las mismas cualidades de decencia, pero siente una presión constante de estar respondiendo a las expectativas de su padre, y está dispuesto a seguir a regañadientes los planes de él, sin que siempre esté de acuerdo con ellos. Es estudiante y está enamorado de su prima Maeby.
- El padre de Michael George Bluth Sr. (Jeffrey Tambor) es el patriarca de la familia. Siendo a veces dictatorial, George Sr. logra de forma considerable, manipular y controlar a su familia, y a su esposa.
- Lucille (Jessica Walter), esposa de George Sr., es tan manipuladora como materialista, e hipercrítica con cada uno de los miembros de su familia. En particular tiene un estricto control sobre su hijo menor Byron "Buster" Bluth (Tony Hale). Lucille tiene un problema de alcoholismo.
- El hermano mayor de Michael G.O.B. (acrónimo para George Oscar Bluth II pero pronunciado Jōb, como en la figura bíblica), interpretado por Will Arnett, es un mago profesional que habitualmente fracasa en sus negocios personales. Suele moverse con un segway y a veces habla con otras personas desde allí, como si fuera un púlpito. GOB es utilizado por su padre para quitarle a Michael el control de la empresa familiar.
- El hermano menor de Michael Byron "Buster" Bluth (Tony Hale) quien tiene una relación enfermiza con su madre. Tiende a tener ataques de pánico por cualquier cosa y muestra una actitud extraña con un comportamiento inestable debido a la influencia de su madre.
- La hermana melliza de Michael Lindsay Fünke (Portia de Rossi) es rimbombante y materialista, continuamente busca ser el centro de atención y mostrarse atraída por no diversas causas sociales, por lo general durante una semana más o menos. Le gusta ser tratada como objeto, pero también protesta si lo hacen. Está casada con Tobias Fünke.
- Tobias Fünke (David Cross), marido de Lindsay, es un psiquiatra desacreditado, aspirante a actor y con una terrible fobia a estar desnudo. Tiene un vocabulario y comportamiento homosexual sobretonante.
- Mae "Maeby" Fünke (Alia Shawkat), hija de Lindsay y Tobias, es el polo opuesto a su primo George Michael, ya que engaña en las tareas y roba dinero al negocio de plátanos congelados familiar. Su motivación es ir en contra de los deseos de sus padres.
- Carl Weathers

Otros personajes aparecen regularmente con roles menores. El hermano gemelo de George Sr., Oscar (Jeffrey Tambor) es un exhippie que busca el afecto de la esposa de George, Lucille. El abogado de la familia, Barry Zuckerkorn (Henry Winkler) es un incompetente y un desviado sexual que a menudo obstaculiza las batallas legales de la familia en lugar de ayudarles. Lucille Austero, o Lucille 2, interpretada por Liza Minnelli, es la "mejor amiga y mayor rival social" de Lucille, al igual que está enamorada de Buster.

## Música
Junto al corto tema interpretado en un ukelele, compuesto por David Schwartz, que también es usado como tono de llamada en el teléfono móvil de Lindsay, otras canciones son utilizadas frecuentemente en Arrested Development. GOB usa el sencillo exitoso del grupo Europe "The Final Countdown" en sus actos de magia, intentando aumentar la impresión de su baile improvisado y trucos mágicos. El dramatismo, la síntesis de los acordes, en combinación con la energía y sobreactuación de GOB son una clara parodia de los modernos espectáculos de magia.

## Temporada 4
El 2 de octubre de 2011, Will Arnett (GOB) confirmó a través de su cuenta oficial de Twitter que Arrested Development volvía con nuevos episodios y una película; acto seguido, por el mismo medio Jason Bateman (Michael Bluth) confirmó que volverían con 15 nuevos episodios y la película, los cuales serían filmados desde junio de 2012, para ser estrenados el 26 de mayo de 2013, por Netflix.
El rodaje de la cuarta temporada comenzó el 7 de agosto de 2012, 6 años y medio después de que la serie había sido cancelada por Fox. La temporada consta de 15 episodios nuevos, todo debutando en el mismo tiempo en Netflix el 26 de mayo de 2013 en Estados Unidos, Canadá, Reino Unido, Irlanda, América Latina, y los países nórdicos.
Varios actores que tuvieron papeles recurrentes en la serie original volvieron a repetir sus papeles, entre ellos Carl Weathers como sí mismo, Henry Winkler como Barry Zuckerkorn, Ben Stiller como Tony Wonder, Mae Whitman como Ann Veal, Scott Baio como Bob Loblaw, Judy Greer como Kitty Sánchez y Liza Minnelli como Lucille Austero, mientras que los nuevos personajes son interpretados por Debra Mooney, John Slattery, Terry Crews, Isla Fisher, John Krasinski, Kristen Wiig y Seth Rogen aparecen como Lucille y George Sr., respectivamente, en flashbacks.
Cada episodio de la temporada se produce en aproximadamente el mismo tramo de tiempo, pero se centra en un personaje diferente. La información sobre acontecimientos representados en un episodio dado es a menudo parcial y rellenado en un episodio posterior.

## Temporada 5
El 12 de mayo de 2017, Jason Bateman anunciaba via Twitter que había firmado para una nueva temporada. El 17 de mayo del mismo año, Netflix, a través de su cuenta de Twitter, confirmaría la quinta temporada para 2018.

## Episodios
| Temporada   | N.º de episodios | Primera emisión          | Última emisión        |
| ----------- | ---------------- | ------------------------ | --------------------- |
| 1           | 22               | 2 de noviembre de 2003   | 6 de junio de 2004    |
| 2           | 18               | 7 de noviembre de 2004   | 17 de abril de 2005   |
| 3           | 13               | 19 de septiembre de 2005 | 10 de febrero de 2006 |
| 4           | 22               | 26 de mayo de 2013       | 26 de mayo de 2013    |
| 5 - Parte 1 | 8                | 29 de mayo de 2018       | 29 de mayo de 2018    |
| 5 - Parte 2 | 8                | 15 de marzo de 2019      | 15 de marzo de 2019   |